# Ulf Andersson
Ulf Andersson (nascut el 27 de juny de 1951 a Västerås) és un destacat jugador d'escacs suec. Va obtenir de la FIDE el títol de Mestre Internacional el 1970 i el de Gran Mestre el 1972. En el millor moment de la seva carrera, Andersson va arribar a ser al número quatre (i per tant, el quart millor jugador del món) a la llista d'Elo de la FIDE.
A la llista d'Elo de la FIDE de gener de 2015, hi tenia un Elo de 2519 punts, cosa que en feia el jugador número 7 (en actiu) de Suècia. El seu màxim Elo a partir de 1990 va ser de 2655 punts, a la llista de gener de 1997 (posició 17 al rànquing mundial).
|  |

## Resultats destacats en competició
El 1969 guanyà el Campionat d'escacs de Suècia a Sundsvall. Entre els torneigs internacionals que ha guanyat destaquen Belgrad (1977), Buenos Aires (1978), Hastings (1978-79), Phillips & Drew 1980, Phillips & Drew 1982, Torí 1982, Wijk aan Zee (1983), 28è Torneig d'escacs de Reggio Emilia (1985-86), Roma (1985) i Roma (1986). Va empatar un matx a sis partides contra l'exCampió del món d'escacs Mikhaïl Tal el 1983 i va jugar de primer tauler en el segon matx mundial Rússia contra la resta del món el 1984.
Andersson va acceptar ser un dels rivals d'entrenament de Garri Kaspàrov entre la fi del matx pel Campionat del món de 1984 i el començament del Campionat de 1985, i hi va jugar un matx, a Suècia, que finalitzà amb victòria del soviètic (+2 =4 -0). El 1987 va participar en el torneig Interzonal de Szirak, a Hongria, dins el cicle pel campionat del món d'escacs de 1990, i hi acabà 6è (de 18).
Va liderar l'equip suec a les Olimpíades d'escacs durant els anys 1970 i 1980, i aconseguí el seu millor resultat personal a la XXIII Olimpíada d'escacs a Buenos Aires 1978, on obtingué la medalla de bronze al millor percentatge de puntuació rere Víktor Kortxnoi i Orestes Rodríguez Vargas. En total, entre 1970 i 2004, ha jugat 16 Olimpíades amb Suècia, 11 d'elles al primer tauler, i ha obtinut 65.5 punts de 119 partides, un 61,2%.

## Estil
Andersson és un jugador posicional molt sòlid, que entaula un alt percentatge de les seves partides contra Grans Mestres. És reconegut mundialment com un gran jugador de finals, especialment de finals de torre i és famós per guanyar finals aparentment "inguanyables", sovint en partides molt llargues. L'escriptor d'escacs Dennis Monokroussos un cop va remarcar, sobre l'estil d'Andersson, "Per a molts de nosaltres, després de nombrosos canvis de peces, unes taules ràpides seria el resultat més probable ... per Andersson ... els canvis no són freqüentment el preludi d'unes taules ràpides sinó el senyal que marca el moment a partir del qual el seu contrincant ha de començar a patir." És per tant conegut com un dels jugadors més resistents del món, però irònicament la seva partida més coneguda és una derrota aclaparadora en 30 moviments executada pel jove de 18 anys Garri Kaspàrov a Tilburg el 1981. Sembla que Andersson va dir, després de la partida "No vull tornar a jugar mai més contra Kaspàrov!". Malgrat aquestes paraules, s'han enfrontat en més de 20 torneigs posteriorment, i prop del 75% de les seves partides van ser taules.

## Jugador d'escacs per correspondència
A les darreries de la seva carrera, ha començat a jugar a escacs postals, modalitat en la qual també ha esdevingut Gran Mestre, el 1996. El 2002, va assolir el cim de la llista de jugadors d'escacs per correspondència. Les seves partides per correspondència tendeixen a ser molt tàctiques, cosa que contrasta enormement amb el seu estil de joc sobre el tauler. Molt pocs jugadors en la història han tingut tants èxits com Andersson en ambdues modalitats d'escacs.

## Partida destacada
En la següent partida, utilitzant la "Formació eriçó", que ell mateix va contribuir a establir, (caracteritzada per una columna c semioberta i peons a a6, b6, d6 i e6, cavalls a d7 i f6, àlfils a b7 i e7, una torre a c8 i el rei enrocat curt), Andersson va provocar la primera derrota d'Anatoli Kàrpov com a Campió del món d'escacs:
Kàrpov-Andersson, Milà (1975): 1.e4 c5 2.Cf3 e6 3.d4 cxd4 4.Cxd4 Cc6 5.Cb5 d6 6.c4 Cf6 7.C1c3 a6 8.Ca3 Ae7 9.Ae2 O-O 10.O-O b6 11.Ae3 Ab7 12.Tc1 Te8 13.Db3 Cd7 14.Tfd1 Tc8 15.Td2 Dc7 16.Dd1 Db8 17.f3 Aa8 18.Df1 Cce5 19.Cab1 Cf6 20.Rh1 h6 21.Tdd1 Af8 22.Cd2 Tcd8 23.Df2 Ced7 24.a3 d5 25.cxd5 exd5 26.exd5 Ad6 27.Cf1 Txe3 28.Cxe3 Axh2 29.Cf1 Af4 30.Tc2 b5 31.Ad3 Cb6 32.Ae4 Cc4 33.a4 Te8 34.axb5 axb5 35.Te2 Ae5 36.Dc5 Cd6 37.Ca2 Cdxe4 38.fxe4 Ad6 39.Dc2 Te5 40.g3 De8 41.Tde1 Ab7 42.Rg1 Ch7 43.Cc1 Cg5 44.Cd2 Ab4 45.Rf2 Axd2 46.Txd2 Cxe4+ 47.Txe4 Txe4 48.Ce2 Ac8 49.Cc3 Te1 50.Ce2 Ta1 51.Td4 Dd8 52.Dc6 Ad7 53.Dd6 De8 54.Df4 Dc8 55.b4 Ah3 56.De4 Af5 57.De3 Dc2 58.g4 Ad7 59.De4 Db3 60.Dd3 Db2 61.De4 Ta8 62.De3 Ta2 63.d6 Ta8 64.Te4 Ac6 65.Dd4 Db1 66.Te7 Dh1 67.Df4 Dg2+ 68.Re1 Ta1+ 69.Rd2 Dd5+ 70.Dd4 Ta2+ 71.Rc3 Df3+ 72.Te3 Ta3+ 73.Rd2 Ta2+ 74.Re1 Dh1+ 75.Rf2 Dg2+ 76.Re1 Dh1+ 77.Rf2 Ta1 78.Tc3 Dg2+ 79.Re3 Df3+ 0-1